# 阿蒂拉 (阿拉巴馬州)
阿蒂拉（英語：Ardilla）是一個位於美國阿拉巴馬州休斯敦縣的非建制地區。該地的面積和人口皆未知。

## 地理
阿蒂拉的座標為31°08′30″N 85°09′05″W / 31.14166°N 85.15138°W，而該地的平均海拔高度為77米（即253英尺）。